# Банков кредит
Банковият кредит е един от основните видове сделки, извършвани от всяка банка в процеса на нейната икономическа дейност. Той представлява договор, по силата на който банката отпуска на заемателя парична сума за определена цел и при уговорени условия и срок, а заемателя – да ползва сумата, съобразно условията и да я върне преди изтичане на срока, като едно от условията по договора е начисляването на лихва.

## Кредит и банков кредит
Всяка фирма в процеса на своята икономическа дейност се нуждае от оборотни средства, за да продължи функционирането си. Понеже тя е рискова организация и финансовите ѝ резултати са променливи, тя не винаги е в състояние да си осигури необходимите ресурси. Затова понякога се налага привличането на чужди средства (т.нар. заем или кредит).
Аналогично понятието кредит се отнася и за домакинствата – за да си осигурят необходимите условия за живот, при недостатъчен размер на спестяването (или липса на такова) или при недостатъчен разполагаем доход, може да се наложи използването на кредит за потреблението.
От друга гледна точка, кредитът може да се разгледа като категория на обръщението на парите. Размяната в този случай се извършва срещу обещание, че ще се осъществи плащане в по-късен период. Това е и неговата най-важна черта, която е свързана с определен риск за кредитора.
В развитото пазарно стопанство кредитът е особено важно икономическо явление. Дори може да се твърди, че пазарната икономика в значителна степен е основана на кредита.
В днешни дни най-значителна част от понятието кредит има т.нар банков кредит, който освен като икономическа категория може да се разгледа и като неизменна част от услугите на всяка банка. Според различните си потребители, банките предлагат и различни видове кредити.

## Договор за банков кредит
Договорът за банков кредит задължава банката да отпусне на кредитополучателя определена сума. Договорът притежава следните основни характеристики:
- двустранен – и банката, и кредитополучателят са обвързани с определени права и задължения един към друг;
- консенсуален – проявява своето действие по волята на страните най-често от датата на подписването му;
- възмезден – за предоставената му парична сума кредитополучателят дължи на банката възнаграждение;
- формален – законът изисква писмена форма (чл. 430, ал. 3 ТЗ [1]);
- комутативен – към момента на сключването му ползите за страните са известни;
- срочен – предварително се уговаря определен срок за връщане на предоставената от банката парична сума.

## Нормативна уредба на банковия кредит
Уредбата на банковия кредит по действащото законодателство е разпокъсана в множество законови и подзаконови нормативни актове. Такива са както актовете на банковото законодателство – ЗБНБ , ЗКИ  и наредбите по прилагането им, така и актовете на общото търговско и гражданско законодателство.

## Основни видове банкови кредити
Банковите кредити се класифицират по различни критерии, които обикновено отговарят на условията по договора за банков кредит.

### Според предназначението си
кредити за оборотни средства (при юридическите лица и едноличните търговци)
 предназначени са да обслужват текущите разплащания на кредитополучателя с доставчиците му;
потребителски кредити (при физическите лица)
 предоставяни за финансиране на текущи нужди на кредитоискателя;
инвестиционни кредити (при физическите и юридическите лица)
 предназначени да финансират кредитополучателя при придобиване на определен дълготраен актив, като например: недвижим имот, МПС, машини, съоръжения, оборудване, пакет от акции или дялове в търговско дружество и т.н.

### Според срока на използване
краткосрочниобикновено до 1 година;
средносрочниот 1 до 5 години;
дългосрочни над 5 години.

### Според счетоводното им оформяне
Стандартен (обикновен) кредит За точно определена сума, която може да се ползва еднократно или на части (траншове) в рамките на определен срок (срок на ползване), с изтичането на който кредитополучателят губи правото да ползва кредита, като ползваната сума подлежи на издължаване наведнъж или на части на фиксирани падежи, установени съгласно приет от страните погасителен план;
Револвиращ (възобновяем) кредит Кредитът може автоматично да бъде възобновен при договорените условия и размери в рамките на определен срок;
Кредитна линия Кредитът е определен като максимална сума, която кредитополучателят може да ползва по всяко време и под различна форма в рамките на договорен срок;
Овърдрафт Кредитът се ползва по разплащателна сметка на името на кредитополучателя, като допустимо надвишение над салдото (остатъка) по сметката;
Сконтов кредитПредоставя се посредством изкупуване на търговски секюритизирани и несекюритизирани дългови ценни книжа (напр. менителници, записи на заповед), чийто срок на плащане не е настъпил, както и на вземания по търговски фактури, преводи, акредитиви и инкаса, платими при банката;
Акцептен кредит Предоставя се посредством акцептиране от банката на търговски ценни книжа (менителници, записи на заповед);
Авалов кредит Предоставя се посредством авалиране от банката на търговски ценни книжа (менителници, записи на заповед); и т.н.

### В зависимост от вида на обезпечението
ОбезпечениНапример: ипотечни  обезпечени с ипотека върху недвижим имот;
Ломбардни Обезпечени със залог върху ценни книжа;
ВарантниОбезпечени със залог върху складов запис за стоки в публичен склад и др.
Частичнообезпечени
НеобезпечениНаричат се още „непокрити“ или „кредити на доверие“. При тях кредитният риск за банката е голям.

### Според условията за отпускане
преки
непреки (косвени)

### В зависимост от начина на ползване и погасяване
По този критерий се разграничават кредити, които се ползват наведнъж (изцяло) или на траншове (на части). Съответно и погасяването им може да бъде еднократно или разсрочено във времето (на отделни погасителни вноски).
По искане на клиенти банките издават банкови гаранции или поемат други условни ангажименти понякога при липсата или наличието само на частично парично обезпечение. В такива случаи банковата практика познава т.нар. банков кредит „под условие“. Условието се изразява в настъпване на едно бъдещо несигурно събитие  реализиране на задължението на банката да плати по поетия от нея условен ангажимент.